# 오드리 마리 앤더슨

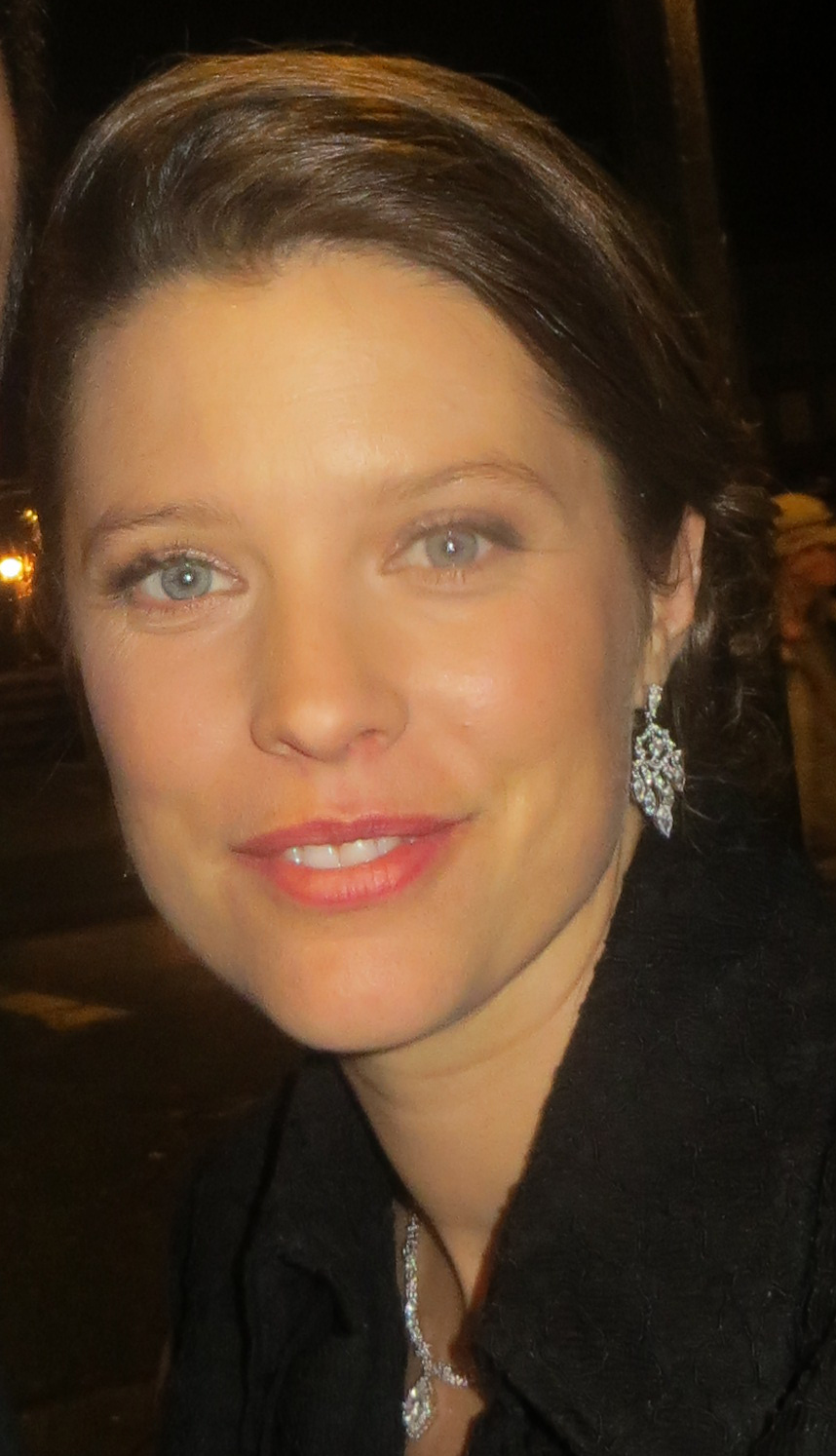

오드리 마리 앤더슨(Audrey Marie Anderson, 1975년 3월 7일 ~ )는 미국의 배우, 모델이다.
포트워스에서 태어났다.

## 출연 작품

### 영화
- 비하인드 더 선 (2002, The Badge)
- 문라이트 마일 (2002)
- A Painted House (2003)
- 데드 섹시 (2005, Drop Dead Sexy) - 내털리 역
- 비어페스트 (2006)
- 리스트 어몽 세인츠 (2012, Least Among Saints) - 제니 역
- 모킹버드 (2014)

### 텔레비전
- Once and Again (2000-01)
- 위드아웃 어 트레이스 (2004)
- 포인트 플레전트 (2005-06)
- 더 유닛 (2006-09)
- 애로우: 어둠의 기사 (2013-20)